# Parque nacional Iguazú
Parque Nacional Iguazú o Parque y Reserva Nacional Iguazú son los nombres con los que se conoce, en conjunto, a dos áreas protegidas por el Gobierno Nacional de Argentina: el Parque Nacional Iguazú propiamente dicho y la Reserva Nacional Iguazú. La superficie de esta área protegida es de 67620 hectáreas, que se subdividen en 59945 hectáreas para el Parque Nacional y 7675 hectáreas para la Reserva Nacional. En esta última se encuentra un sector concesionado, llamado Área Cataratas del Parque Nacional Iguazú, destinado a brindar servicios turísticos de recepción de visitantes. Estas áreas son administradas conjuntamente por la Administración de Parques Nacionales, que designa a un intendente del Parque Nacional Iguazú.
El Parque Nacional Iguazú fue creado en 1934, con el objetivo de conservar el entorno y la biodiversidad de las cataratas del Iguazú, las cuales, en 2011, fueron elegidas como una de las «Siete maravillas naturales del mundo».

## Ubicación
Se ubica íntegramente en el departamento Iguazú, bordeando el río Iguazú en el extremo norte de la provincia de Misiones, y lindando con la ciudad de Puerto Iguazú. Su límite oriental se encuentra a 17 km de la ciudad de Andresito. Es atravesado por dos rutas nacionales: la 12 y la 101. En la margen brasileña se encuentra el homónimo parque nacional del Iguazú (Parque Nacional do Iguaçu), que forma, junto al parque nacional argentino, un área protegida de más de 2400 km². Al sur linda con la Reserva Forestal San Jorge; al oeste con el Parque Provincial Puerto Península y en el sureste, a través de un sector muy estrecho, se conecta con el parque provincial Urugua-í 
El decreto n.º 2149/90 del 10 de octubre de 1990, designó a la totalidad de la primera área como reserva natural estricta. El 24 de marzo de 1994 el decreto n.º 453/1994 creó la «Reserva Natural Silvestre Iguazú», al dividir el área de la Reserva Natural Estricta.

## Historia

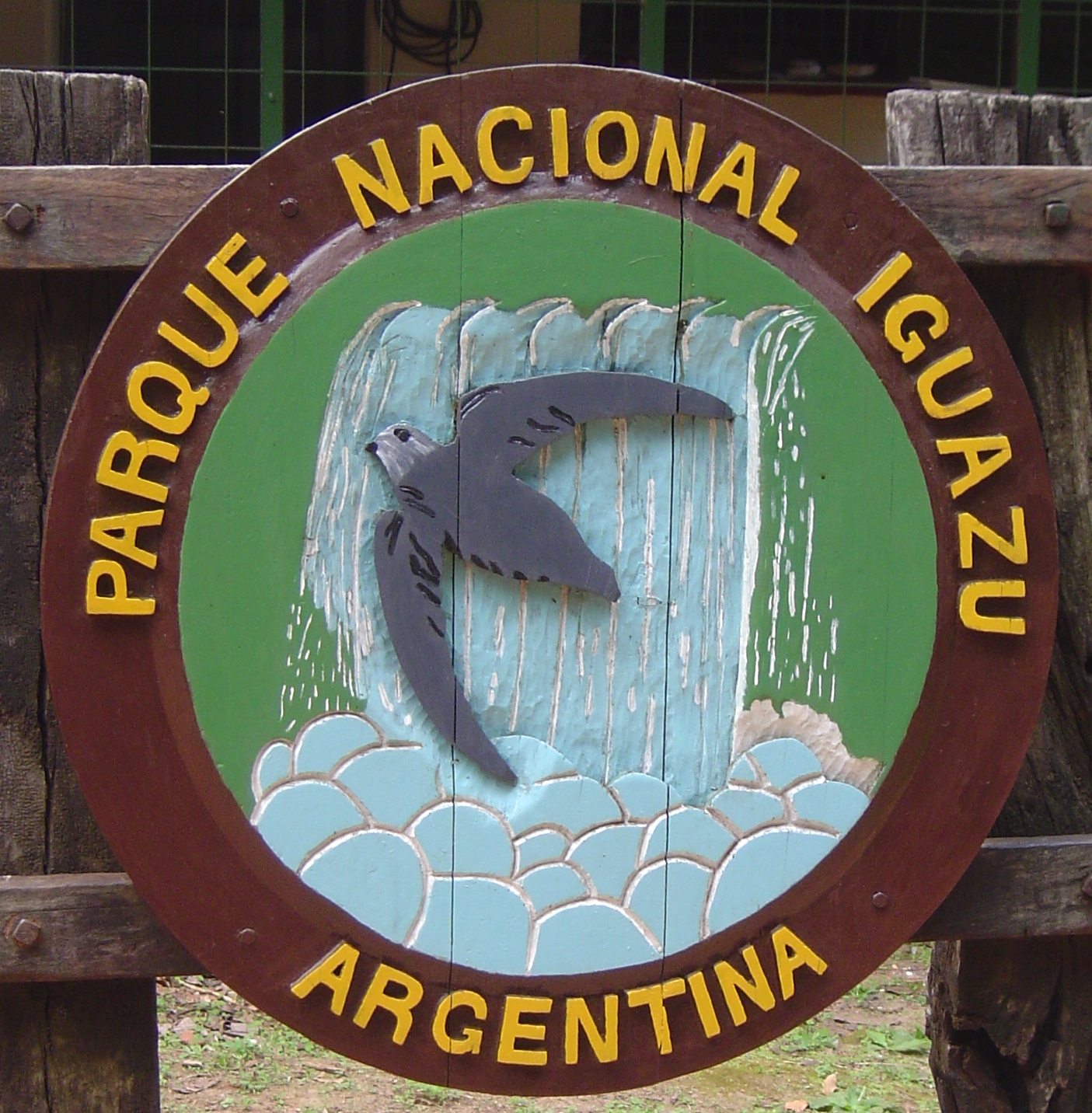
Logo del parque, con la catarata y el vencejo de cascada.

La región altoparanaense, en la cual se encuentra el Parque Nacional Iguazú, muestra signos de ocupación humana que se remontan a más de 10 000 años. Se estima que, alrededor del año 1000 d. C., los guaraníes, provenientes del norte, irrumpieron en la región y desplazaron a los nativos de lengua yê que vivían allí en ese entonces. En el momento de la llegada de los españoles al lugar, en el siglo XVI, los guaraníes estaban ampliando su territorio.                                                                                                                                                            Estos nativos se caracterizaban entre otras cosas por sus diversos cultivos.
En 1542 la expedición al mando de Álvar Núñez Cabeza de Vaca llegó a las cataratas de Iguazú -primeros europeos que la vieron-, bautizándolas como «Saltos de Santa María». Hacia 1609 se establecieron en la región las primeras misiones jesuíticas guaraníes, las cuales permanecieron en el lugar durante más de 150 años. La principal de las reducciones o ciudades misionales fue Santa María del Iguazú, de soberanía española. Su emplazamiento es prácticamente el mismo que el de la actualmente ciudad brasileña de Foz do Iguaçu.
A fines del siglo XIX llegó la primera expedición turística al lugar. Entre sus integrantes se contaba Victoria Aguirre Anchorena, quien donó los fondos con los cuales se empezó a construir el acceso que va desde Puerto Iguazú (llamado a inicios del siglo XX «Puerto Aguirre») hasta las cataratas.
En 1902 el Ministerio del Interior de Argentina encargó a Carlos Thays un relevamiento detallado de las cataratas, el cual se tomó como base posteriormente para la ley de creación del Parque Nacional. El 29 de septiembre de 1909 fue sancionada la ley n.º 6712 que en sus artículos 5 y 6 autorizó al Poder ejecutivo para adquirir por compra o permuta una zona de tierras en el ángulo formado por los ríos Iguazú y Paraná (...) con el fin de reservarlas para un gran parque nacional y obras de embellecimiento en las inmediaciones del gran salto, y de acceso a sus cataratas y para una colonia militar.
La ley n.º 6712 fue cumplida por decreto de 12 de marzo de 1928 cuando se aprobó la compra a la familia Ayarragaray del área de 75000 hectáreas en el extremo noroeste del Territorio Nacional de Misiones, que el decreto puso bajo administración del Ministerio de Guerra. El 20 de abril de 1928 se escrituró la adquisición para fines de establecer un parque nacional y una colonia militar. El 6 de junio de 1928 se tomó posesión de las cataratas y adyacencias.
La ley n.º 12103 sancionada el 29 de septiembre de 1934 creó la Dirección de Parques Nacionales y los parques nacionales Nahuel Huapi e Iguazú dejando al Poder ejecutivo fijar los límites de este último con la colonia militar. El decreto n.º 64 974 del 8 de agosto de 1935 transfirió el área a la Dirección de Parques Nacionales reservando 20 000 ha para una colonia militar. El decreto DNU n.º 100 133 del 18 de septiembre de 1941 fijó los límites entre el parque nacional Iguazú y la colonia militar, reservando 500 ha para la edificación del pueblo de Puerto Aguirre:

Art. 3°.- Fíjanse los siguientes límites al Parque Nacional del Iguazú; al Norte, el río Iguazú desde su desembocadura en el río Alto Paraná hasta el esquinero Nor-Oeste de la Colonia Manuel Belgrano; al Este, el límite Oeste de la Colonia Manuel Belgrano desde su esquinero Nor-Oeste hasta el esquinero Nor-Este de la Colonia Militar; al Sud, el límite Norte de la Colonia Militar; y al Oeste, el río Alto Paraná desde el arroyo Sin Nombre hasta la desembocadura del río Iguazú.
Art. 4°.- Exclúyese de la declaración de dominio público en mérito de la facultad conferida por el apartado 2°, artículo 22° de la Ley 12.103, la superficie de 500 Hs., ubicadas en el esquinero Nor- Oeste del Parque Nacional del Iguazú, con frente de 2.500m. sobre el río Alto Paraná, con destino al trazado del pueblo Puerto Aguirre.

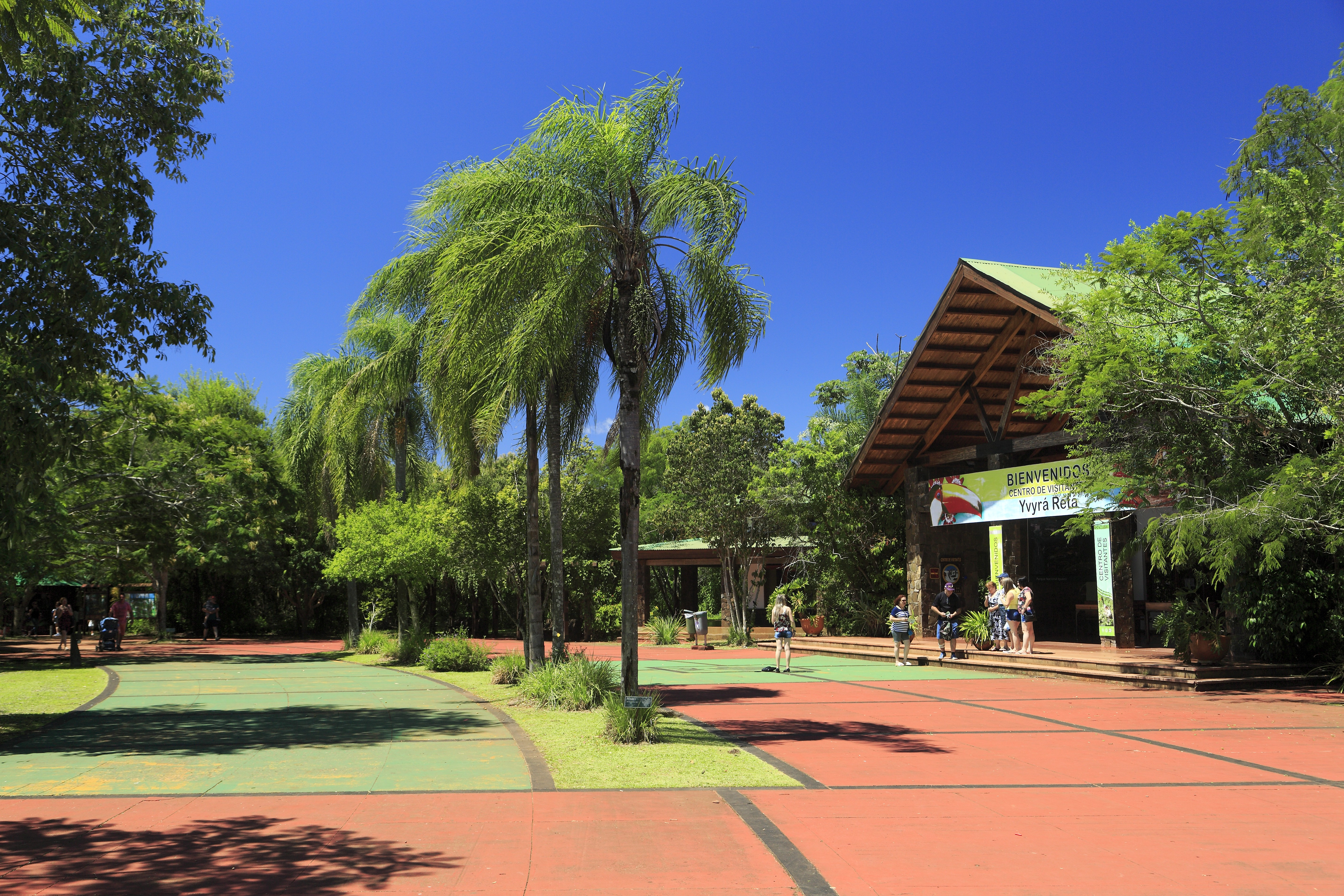
Centro de interpretación

La ley n.º 18801 sancionada y promulgada el 7 de octubre de 1970 declaró la creación de la reserva nacional Iguazú separando el sector oeste del parque nacional Iguazú en donde se construyó el Aeropuerto Internacional de Puerto Iguazú y en 1978 el Hotel Sheraton Iguazú. El límite entre ambas áreas protegidas fue establecido como:
Actualmente Hotel Internacional Iguazú S. A. (Meliá). 

Art. 3°. - La línea que deslinda la Reserva Nacional del Parque Nacional es la que a continuación se describe: Partiendo de la portada de entrada al Parque Nacional Iguazú, sobre la Ruta Nacional 12, el límite será el eje de la citada ruta con rumbo nordeste hasta encontrar la Ruta Nacional 101. Desde este punto el límite continuará por el eje de la misma Ruta Nacional 12 con rumbo noroeste y norte hasta encontrar el tramo de acceso al Hotel Cataratas. Desde aquí continuará por el tramo de acceso al mencionado Hotel Cataratas hasta encontrar el vértice V.N. 1 del citado tramo, ubicado a 427 metros al sudoeste del citado hotel. Desde este punto el límite continúa por una línea con rumbo N 62°30' E, que tiene una longitud de 716,78 metros, hasta encontrar el río Iguazú.

La ley n.º 19478 sancionada y promulgada el 4 de febrero de 1972 incorporó al parque nacional Iguazú 12 620 ha pertenecientes al Instituto Nacional de Colonización y Régimen de la Tierra:

...dentro de los siguientes linderos; al Norte, con el actual límite Sud del Parque Nacional Iguazú; al Este con la Colonia Manuel Belgrano; al Sud, con la propiedad de Pérez Companc y al Oeste con el curso del arroyo Ñandú Grande hasta donde éste atraviesa el límite Sud entre los kilómetros 24 y 25.

La ley n.º 22351 Sistema Nacional de Áreas Protegidas sancionada el 4 de noviembre de 1980 y promulgada 12 de diciembre de 1980 podrán declararse reservas nacionales o monumentos naturales las áreas del territorio de la república por su belleza, flora o fauna, o en razón de un interés científico, parques nacionales. Derogándose las leyes 18594 y 20161.
El decreto n.º 2149/90 del 10 de octubre de 1990 creó dentro del Parque Nacional Iguazú la Reserva natural estricta Iguazú. El decreto n.º 453/1994 del 24 de marzo de 1994 creó dentro del Parque Nacional Iguazú la Reserva Natural Silvestre Iguazú reduciendo a 3 núcleos la Reserva Natural Estricta Iguazú.
En 1995 la Administración de Parques Nacionales (APN) llama a una Licitación Pública Nacional e internacional n.º 4/95 para la concesión onerosa de construcción de obras e instalaciones de infraestructura, su conservación, administración y explotación, destinadas a la atención de los visitantes del Área Cataratas, ubicada en el parque y reserva nacional Iguazú, los servicios al visitante, incluidos los gastronómicos y la venta de artículos relativos a la visita.
El 13 de diciembre de 1996 la APN firma el contrato de concesión de obra pública con Carlos E. Enríquez S.A. y otros U.T.E (Iguazú Argentina®), representada por el ingeniero Roberto G. Enríquez, en su carácter de Representante Legal Titular, conforme a la Resolución Nº30/96 del Honorable Directorio, recaída en el expediente Nº65/95 del registro de la Administración de Parques Nacionales, por el que tramita la Licitación Pública Nº4/95. 
En 1997, la concesionaria Iguazú Argentina®, inicia las obras de construcción de Infraestructura para el Área Cataratas del Parque Nacional Iguazú con una inversión de 30 millones de dólares.
El 21 de noviembre de 2001 se inaugura la nueva infraestructura del Área Cataratas del Parque Nacional Iguazú, integrada por los siguientes espacios del Proyecto: Estacionamiento y Centro de Recepción de Visitantes, desde el control de acceso hasta la estación de salida del medio de transporte; trazado férreo desde la estación de salida del medio de transporte hasta la Estación Garganta; pasarela a Garganta del Diablo; senderos peatonales desde la Estación Circuitos hasta los Circuitos Superior e Inferior; Circuito Inferior y su sub-circuito a la Isla San Martín, Circuito Superior y el sendero peatonal desde el Centro de Visitantes hasta Estación Garganta.
El 11 de octubre de 2005 Iguazú Argentina® concesionaria del Área Cataratas del Parque Nacional Iguazú logra la Certificación ISO 9001 de calidad.
El 28 de febrero de 2008 Iguazú Argentina® concesionaria del Área Cataratas del Parque Nacional Iguazú logra la Certificación ISO 14001 que promueve la protección ambiental de acuerdo al contexto de la organización. Esta certificación garantiza la correcta implementación del Sistema de Gestión Ambiental.
El 19 de diciembre de 2007 se llega por primera vez en la historia a 1 000 000 de visitantes en el año.
En 2015, la concesionaria Iguazú Argentina®, incorpora las primeras 2 locomotoras 100% eléctricas para operar el Tren Ecológico de la Selva. Anteriormente, funcionando a Gas GLP. 
En diciembre de 2019 se llega por primera vez en la historia al 1 600 000 de visitantes en el año.
El 2018 la concesionaria Carlos E. Enríquez S.A. y otros U.T.E pasa a llamarse Iguazú Argentina S.A. representada con la marca registrada Iguazú Argentina®.

## Área Cataratas del Parque Nacional Iguazú
El principal objetivo del proyecto arquitectónico de la Licitación Pública Nº4/95 fue concentrarse en un área ya degradada de la zona y construir la mayor parte de la infraestructura necesaria. El área se puede sintetizar como un sector de recepción de Visitantes y tres circuitos independientes (Circuito Superior, Circuito Inferior y Garganta del Diablo) unidos entre sí un sistema de transferencia mecánico-ferroviario complementado por senderos peatonales 100% accesible. 
El sitio elegido para la construcción de la mayoría de los edificios es el sector del ex-aeropuerto utilizado por la ciudad de Puerto Iguazú en la década de los años 1970 y 1980, que constituyó la alternativa de menor costo ambiental para la recepción de Visitantes sin necesidad de invadir sectores de la selva.

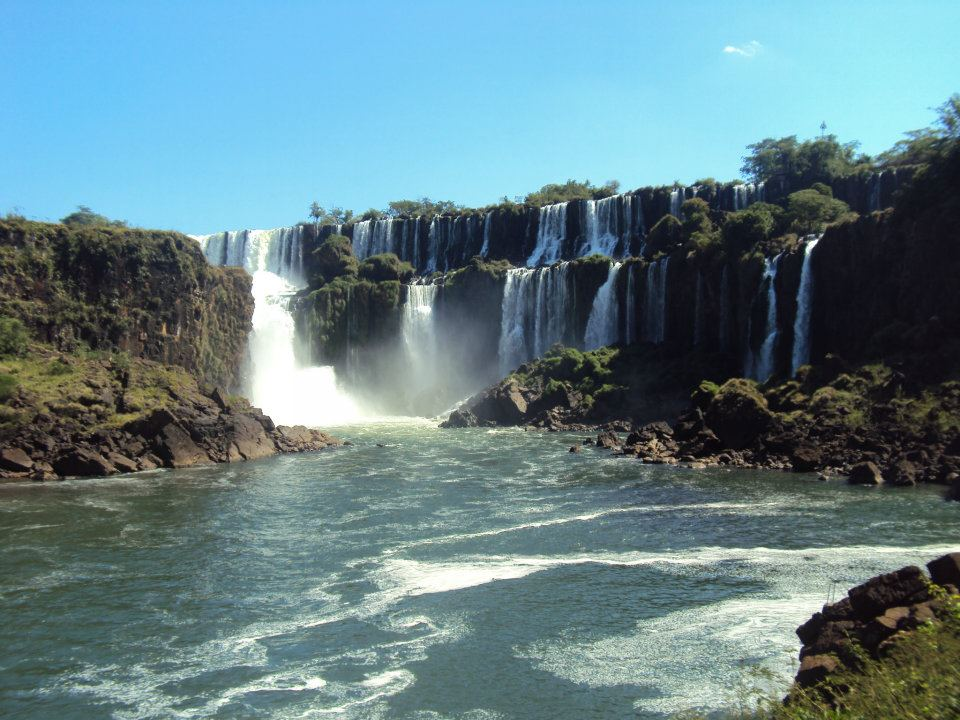
Vista del salto San Martín en el parque nacional Iguazú, Argentina.

Las Cataratas del Iguazú están formadas por 275 saltos de hasta 80m de altura de los cuales el 80% están del lado argentino, alimentados por el caudal del río Iguazú. Algunos de los más emblemáticos son el Salto San Martín, Salto Bossetti, Salto Dos Hermanas y la imponente Garganta del Diablo entre otros. La visita puede realizarse a pie por el sendero verde y las pasarelas de los circuitos o bien utilizar el sistema ferroviario del Tren Ecológico de la selva, impulsado a energía eléctrica o gas. Se pueden realizar paseos en lancha bajo los saltos y caminatas por senderos apreciando algunos animales de la selva subtropical paranaense.

### Una de las siete maravillas naturales del mundo
El 11 de noviembre de 2011 las cataratas del Iguazú resultaron elegidas como una de las «Siete maravillas naturales del mundo». El concurso comenzó a mediados del año 2007, por la fundación de origen suizo New7Wonder, y contó con la participación de mil millones de votos. En dicho anuncio se advirtió que lo eran de carácter provisional; sin embargo, el 22 de febrero de 2012, la misma fundación confirmó que las cataratas habían sido confirmadas oficialmente como una de las «Siete maravillas naturales del mundo».

## Administración del Área Cataratas
El Parque Nacional Iguazú, en comparación a los otros Parques Nacionales, tiene la particularidad de tener una concesión privada que realiza las inversiones necesarias para cumplir con el contrato de Licitación Pública Nº4/95 que fija la concesión onerosa de construcción de obras e instalaciones de infraestructura, su conservación, administración y explotación, operación de calidad de los servicios, incluidos los gastronómicos y comerciales destinada a la atención de los visitantes del Área Cataratas.
La Administración de Parques Nacionales no delega potestad sobre el manejo del Área Cataratas objeto de la licitación Nº4/95 (administración, control y vigilancia a través de la actividad del cuerpo de guardaparques, monitoreo de impacto ambiental, tareas de investigación y de interpretación de la naturaleza, guías turísticos y fotógrafos, publicidad en el área, horarios de utilización, acceso y penalidades por infracciones). 

## Objetivos del Área Cataratas del Parque Nacional Iguazú
El Parque Nacional Iguazú tiene como objetivos principales la conservación de una muestra representativa de la selva subtropical paranaense o misionera y uno de los monumentos naturales más imponentes del planeta: las Cataratas del Iguazú. Por su valor biológico y paisajístico fue consagrado por las Naciones Unidas como Sitio del Patrimonio Mundial de la Humanidad, categoría que comparte con su homólogo Parque Nacional do Iguacú, de la hermana República del Brasil.
El Área Cataratas representa aproximadamente el 1% del Parque Nacional Iguazú y es la de mayor visitación pública, siendo "el goce y disfrute de las presentes y futuras generaciones" otro de los objetivos de creación del mismo.
El Proyecto de Infraestructura para la Atención del Visitante en el Área Cataratas fue diseñado por la Administración de Parques Nacionales, asesorada técnicamente por personalidades de primer nivel nacional e internacional, con los siguientes fines:
1. Aumentar las oportunidades de los visitantes, ampliando y diversificando la oferta.
2. Mejorar sustancialmente la calidad de la visita.
3. Producir una valoración pública de la biodiversidad característica de la Selva Subtropical Paranaense en uno de los últimos reductos naturales remanentes de esta región.
4. Desarrollar un ordenamiento de flujos y servicios, basados en la Bonificación del área, que mitiguen el impacto ambiental producido por la gran afluencia de personas.

## Administración del Parque Nacional Iguazú
Por resolución n.º 126/2011 de la Administración de Parques Nacionales de 19 de mayo de 2011 se dispuso que el Parque Nacional encuadrara para los fines administrativos en la categoría áreas protegidas de complejidad I, por lo cual tiene a su frente un intendente designado, del que dependen 6 departamentos (Administración; Obras y Mantenimiento; Guardaparques Nacionales; Conservación y Educación Ambiental; Uso Público; Recursos Humanos y Capacitación) y 2 divisiones (Despacho y Mesa de Entradas, Salidas, y Notificaciones; Asuntos Jurídicos). La intendencia tiene su sede en la ciudad de Puerto Iguazú.

## Infraestructura del Área Cataratas

### Control de Acceso
Único acceso autorizado para ingresar al Área Cataratas del Parque Nacional Iguazú por RN 12.

### Estacionamiento de automóviles y ómnibus
El estacionamiento está en dos sectores, con la capacidad de 500 unidades de autos y 80 unidades de ómnibus. 
El sector para los automóviles particulares se encuentra a una distancia de aproximada de 50 metros del Portal de Acceso del Centro de Visitantes y el área para los ómnibus se ubica a una distancia de 100 metros.

### Portal de Acceso del Centro de Visitantes
Acceso peatonal y cajas para compra de tickets para visitantes. Puesto de información, oficina de Guarda Parques, Guías y baños. Todos los espacios del Área Cataratas del Parque Nacional Iguazú cuentan con baños accesibles.

### Centro de interpretación
Es un espacio diseñado para dimensionar la magnitud de la selva subtropical paranaense que contiene al Parque Nacional Iguazú y sus maravillosas cataratas. Es el lugar para descubrir la flora y fauna autóctona y conocer todo lo que tiene el Área Cataratas y como debemos visitarlo. 

### Plaza Comercial Gastronómica
Este es el lugar para tomar un descanso y disfrutar de diferentes opciones gastronómicas para recuperar energías y seguir visitando el área. 
Este espacio del centro de visitantes en donde vas a encontrar artesanías guaraníes y locales de regalos y recuerdos del Área Cataratas del Parque Nacional Iguazú. 

### Sendero Verde
Es un paseo breve por la selva que permite conectarte con la naturaleza. Te puedes encontrar con urracas, tucanes, monos, coatíes y hasta yacarés que reposan al sol.

### Estación Central
Inicio de tendido férreo para el medio de transporte elegido para transportar a grandes flujos de visitantes por el área protegida minimizando el atropellamiento animal a cero. El Tren Ecológico de la Selva te conecta con los 3 circuitos independientes del Área Cataratas. 

### Tren Ecológico de la Selva
Abordar el Tren es una aventura en sí misma, con vagones totalmente abiertos al entorno natural que te rodea, para despertar todos tus sentidos.
Es un paseo a través de la selva para respirar sus aromas, sentir su brisa refrescante, entrar en contacto con variedad de mariposas de colores y escuchar los sonidos de la selva.
Sus características más importantes son: Circula a baja velocidad respetando así el ritmo de la naturaleza, son eléctricas o a combustible GLP menor impacto sobre el ambiente. Te transporta a la entrada de los tres paseos principales: paseo Inferior, paseo Superior y Garganta del Diablo. Está adaptado para transportar sillas de ruedas y cochecitos de bebé. La tarifa de ingreso incluye los tickets para abordar el Tren.

### Estación Circuitos: Superior e Inferior
El paseo Inferior lleva por pasarelas en medio de la selva, para experimentar de cerca la naturaleza. Diversas especies de mariposas, aves y coatíes, te acompañan en este descubrimiento los Saltos Bossetti, Salto Lanusse, Salto Alvar Núñez, Salto Chico Alférez, Salto Dos Dermanas.
El paseo Superior es un camino que se abre a través de pasarelas para disfrutar de un entorno natural único formado por arcoíris, mariposas, vencejos de cascada y tucanes. Las mejores panorámicas para guardar en la memoria para siempre, las postales más increíbles.
Cada vista es única, la vegetación y los saltos forman parte de un paisaje único donde podrás disfrutar de los saltos Mbiguá, Adán y Eva o Bossetti desde las alturas hasta llegar al mirador del segundo salto más grande del área el Salto San Martín.

### Estación Garganta del Diablo, Pasarelas y Balcón
El paseo a Garganta del Diablo comienza a bordo del Tren, con vagones abiertos al aire libre para respirar el entorno selvático y tomar contacto con infinidad de mariposas que lo sobrevuelan, en un paisaje conformado por selva y río.
Un paseo lleno de emoción en donde poco a poco vas escuchando un rugido que te llena de emoción, cuando descubres por primera vez la caída de agua más impresionante y majestuosa del Parque, con más de 80 metros de altura y su abundante caudal.
Coatíes, tucanes, urracas, vencejos de cascada, tortugas, agutíes, jotes, lagartos, biguás y benteveos. Todos conviven en un universo natural único, para maravillarse a través de pasarelas sobre el Río Iguazú Superior, que te van llevando hasta la bruma y la energía única de la Garganta del Diablo.
BALCÓN GARGANTA DEL DIABLO
Saltos de más de 150 metros de longitud con una caída de más de 80 metros de altura (como un edificio de 30 pisos). La caída confluye en forma de herradura y posee un caudal promedio de 1500 metros cúbicos por segundo (suficiente para llenar 36 piscinas olímpicas en solo 1 minuto). Esta enorme masa de agua conmueve a visitantes de todo el mundo.

## Recursos Naturales del Parque y Reserva Nacional Iguazú
Las cataratas se encuentran sobre el río Iguazú, que tiene una longitud total de 1230 km hasta su desembocadura en el río Paraná. Dicha confluencia se encuentra a 23 km aguas abajo de las cataratas. Aunque el río Iguazú tiene un ancho que suele estar entre los 500 y los 1000 m a lo largo de todo su recorrido, en la zona del parque nacional se ensancha hasta alcanzar los 1500 m.

### Flora
Tanto sobre las márgenes del río Iguazú como en las numerosas islas del delta que se forman, crecen varias especies de árboles que se caracterizan por su requerimiento de humedad, tales como el curupay, el laurel blanco, el barayú o cedro paranaense, el aguay, y el ceibo.
En su conjunto, la flora arbórea del Parque Nacional Iguazú está compuesta por más de 90 especies, siendo características del lugar las comunidades de palmito palo rosa o perobá. Este último es un árbol que puede alcanzar hasta 40 m de altura y a cuya sombra crecen los palmitos; palmeras cuyos troncos terminan en un cogollo comestible. Hay gran variedad de algunas plantas que viven en un ecosistema húmedo. También pueden encontrarse distintos tipos de climas.

### Fauna
Entre las principales especies de aves que habitan en el lugar, debe citarse los vencejos de cascada, que vuelan atravesando los intersticios de las columnas de agua para posarse sobre la pared rocosa, donde generalmente anidan.
En el sector de las pasarelas no es extraño encontrar coatíes y ejemplares del tucán grande, una de las 5 especies de tucanes que viven en el parque. También se destaca el águila harpía.
En las partes soleadas de los senderos, especialmente hacia el mediodía, se pueden apreciar ejemplares de lagartijas, trepando troncos y piedras.
Entre las especies en peligro de extinción que ampara el parque, deben citarse el yaguareté, el tapir, el ocelote, el yaguarundí, el oso hormiguero gigante, el tamandúa, las águilas selváticas, y el yacaré overo.
Entre los insectos que abundan en los senderos del parque pueden hallarse a las mariposas del orden Lepidoptera, el género Morpho y Heliconius, con sus "colas de golondrinas" familia; Papilionidae, otras que abundan en el suelo o en el barro familia Pieridae. Con respecto a las hormigas se destacan las podadoras: Solenopsis, las hormigas "tigre". También el escarabajo "torito" y el "arlequin" pertenecientes al orden Coleoptera y en el orden Odonata a las libélulas.
|         |
| Tapirus |

|           |
| Yaguareté |

|       |
| Coatí |

|                                                                                  |
| Jorge Cieslik, jefe guardaparque y protector de fauna del parque nacional Iguazú |

|                                            |
| Guardaparques patrullando aguas del parque |

|                                                                  |
| Oficiales del Cuerpo de Guardaparques del parque nacional Iguazú |

## Actividades Especiales
La atracción más elegida es la visitación de la zona de los saltos, pero hace algunos años esto se cambió por recorridos por la selva para ver otros aspectos del Parque Nacional Iguazú. Alguno de ellos son: Sendero Macuco para la observación de la fauna y la flora del lugar.

### Excursión Náutica
Iguazú Jungle te invita a un contacto íntimo con la selva y una vibrante experiencia en las grandes aguas del Río Iguazú. 

### Paseo de luna llena
Es una experiencia única que se realiza 5 noches al mes los días de luna llena. Comenzó en el año 2004 por primera vez para el turismo. El silencio de la noche, trae el murmullo de la selva y el rugido de la Garganta de Diablo a tus oídos. El paseo comienza atravesando la selva desde Estación Central, a bordo del Tren Ecológico de la Selva con dirección a Estación Garganta del Diablo. Allí inicias una caminata por la pasarela sobre Río Iguazú Superior. En el balcón de Garganta del Diablo, iluminado solamente por la luz de la luna, podrás ver el reflejo natural de la luna llena y vivir una experiencia única.

## Accesos

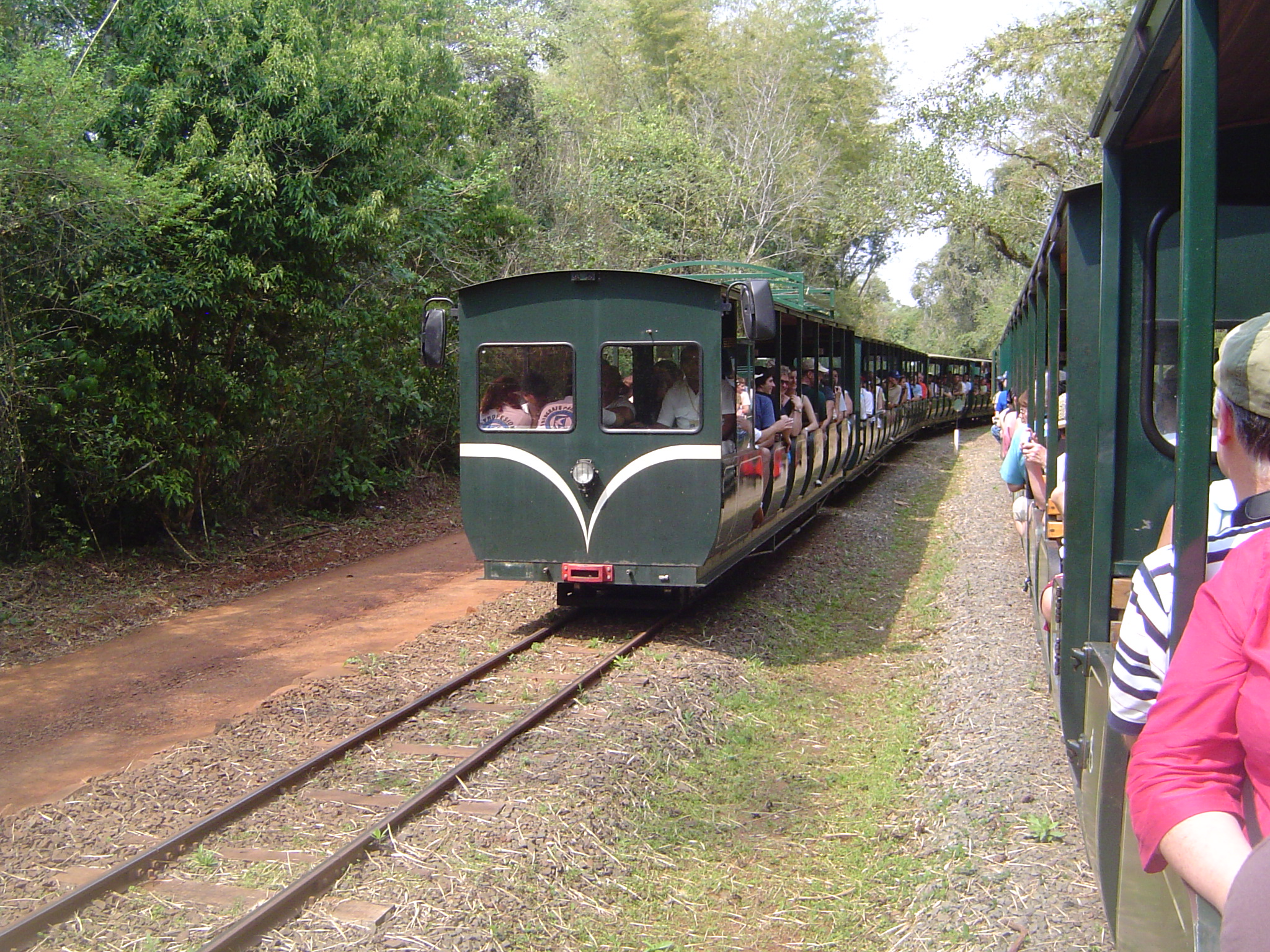
Tren Ecológico de la Selva en el parque nacional Iguazú.

Se puede acceder al parque por vía terrestre a través de la RN 12 y de la RN 101. Las ciudades más cercanas al parque son Puerto Iguazú y Comandante Andresito, a 17 km de distancia cada una.
Por vía aérea, hay varios vuelos nacionales e internacionales que llegan al Aeropuerto Internacional de Puerto Iguazú, al de Ciudad del Este en Paraguay y al de Foz do Iguaçu en Brasil. El aeropuerto de Puerto Iguazú se encuentra a 7 km del área de las cataratas.

## Seguridad
En abril de 2015 el Ministerio de Ecología y Recursos Naturales de Misiones autorizó a los guardaparques del Iguazú a usar armas para defender a los animales de los cazadores.

## Crecientes Registradas del Río Iguazú en el Área Cataratas
El 29 de octubre de 2005 es la primera creciente extraordinaria de 19.000m3 que se llevó 33 tramos de pasarelas metálicas. El circuito fue reconstruido por la concesionaria Iguazú Argentina en 2 meses volvió a estar habilitado. 
El 16 de mayo de 2007 la segunda creciente extraordinaria de 17 000 m3 se lleva los dos últimos tramos del circuito Garganta del Diablo.
El 30 de abril de 2010 la tercera creciente extraordinaria de 15 000 m3 se lleve 3 tramos de pasarelas del Balcón Garganta del Diablo.
El 25 de junio de 2013 la cuarta creciente extraordinaria de 17 000 m3 se lleva 28 tramos de pasarelas que son recuperados y restaurados por Iguazú Argentina en dos meses.
El 9 de junio de 2014 la quinta creciente extraordinaria de 46.300m3 se lleva la mayoría de los tramos a garganta del diablo y su recuperación lleva 6 meses. 